# Oxytropis meyeri
Oxytropis meyeri là một loài thực vật có hoa trong họ Đậu. Loài này được Bunge ex Boiss. miêu tả khoa học đầu tiên năm 1872.